# Аеродром Тумбура
Аеродром Тумбура (: ) је ваздухопловно простаниште код града Тумбура у вилајету Западна Екваторија у Јужном Судану. Смештен је на 680 метара надморске висине и има полетно-слетну стазу дужине 1.247 метара.